# گانهیلد
گانهیلد (درگذشتهٔ ۱۳ نوامبر ۱۰۰۲) شاهدختی دانمارکی بوده و گفته‌می‌شود که خواهر سواین ریش دوشاخ، و دختر هارالد دندان‌آبی بوده است. او با پالیگ، یکی از دانمارکی‌های در خدمت اتلرد دوم، شاه انگلستان که سِمت ارل دونشایر را داشت ازدواج کرده بود و احتمالاً گروگان انگلیسی‌ها بود. گانهیلد در واقعهٔ کشتار سنت برایس (کشتار دانمارکی‌ها به فرمان اتلرد دوم) در ۱۳ نوامبر ۱۰۰۲ به قتل رسید و شوهرش پالینگ نیز بنا بر روایات یا در همان قتل‌عام کشته شده یا به دلیل ترک خدمت پادشاه، عاملی بر وقوع آن کشتار بوده است.
با این حال برخی از تاریخ‌نگاران نسبت به این موضوع که او خواهر سواین ریش دوشاخ بوده شک دارند و درستی منابع قرون وسطایی‌ای همچون تاریخنامهٔ جان والینگفورد که نام گانهیلد بعدتر در آنها آمده است را نیز مورد تردید قرار می‌دهند. اما فرانک استنتون، تاریخ‌نگار سدهٔ بیستمی که دربارهٔ انگلستان دوران آنگلوساکسون‌ها به تحقیق پرداخته بود آن را روایتی صحیح دانسته و معتقد بود که قتل گانهیلد، عاملی بوده است تا اسوین برای گرفتن انتقام او در ۱۰۰۳ به انگلستان حمله کرده و در نهایت آن سرزمین توسط کانوت، پسر اسوین فتح شود.